# Cryptocoeloma haswelli
Cryptocoeloma haswelli is een krabbensoort uit de familie van de Pilumnidae. De wetenschappelijke naam van de soort is voor het eerst geldig gepubliceerd in 1923 door Rathbun.